# Molibdato de sodio
El molibdato de sodio, Na2MoO4, es una muy útil fuente de molibdeno. Se puede encontrar tanto en la forma anhidra como dihidratada (Na2MoO4·2H2O).
Se trata de una sal sódica del ion molibdato (molibdeno en estado de oxidación VI). Dos cationes de sodio se unen a cada ion tetrahédrico de molibdato:

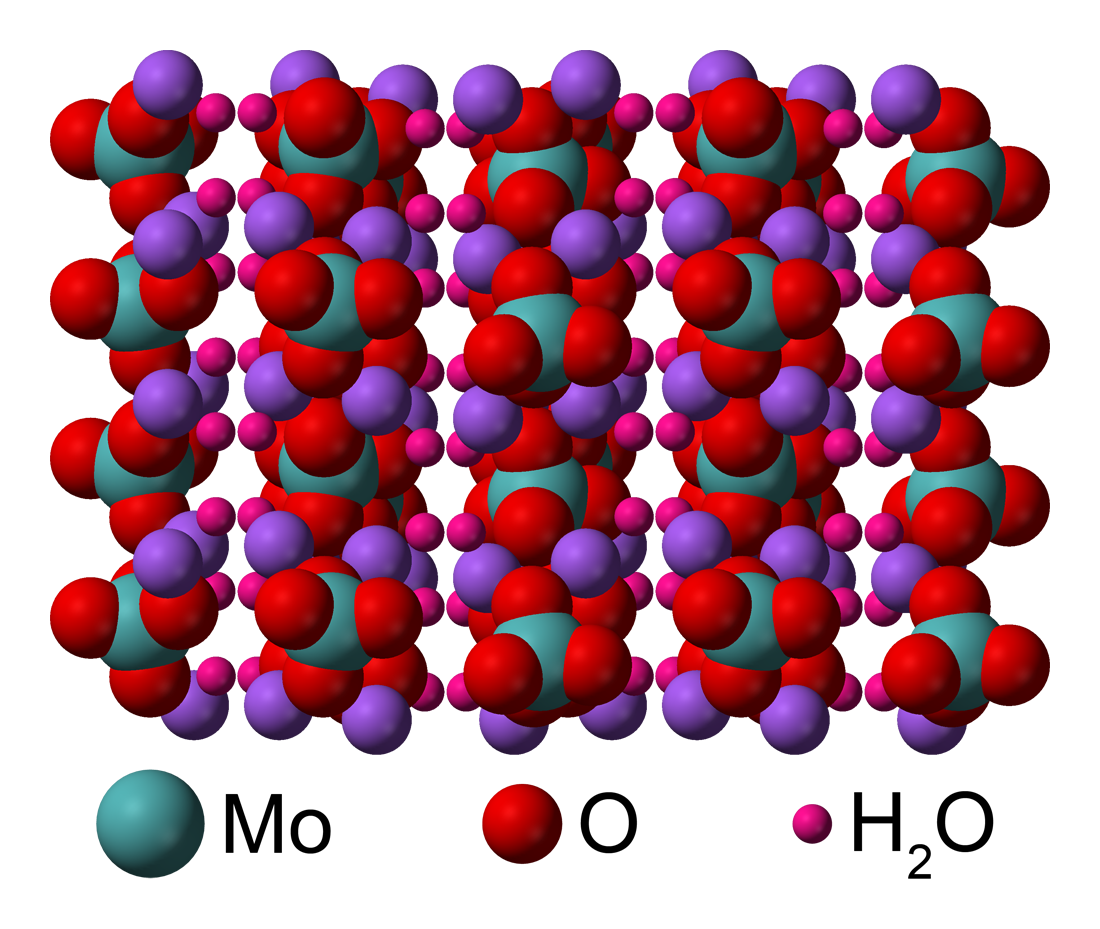
Estructura cristalina del molibdato de sodio dihidratado

## Síntesis
El molibdato de sodio se sintetizó por primera vez por el método de hidratación. Una síntesis más conveniente se lleva a cabo mediante la disolución de MoO3 en una disolución acuosa de hidróxido de sodio a 50-70 °C y la cristalización del producto filtrado.
{\displaystyle \mathrm {MoO_{3}+2\ NaOH\longrightarrow Na_{2}MoO_{4}\cdot 2\ H_{2}O} }
La sal anihidra se prepara calentando a 100 °C.

## Reactividad
Cuando se hace reaccionar con borohidruro de sodio, el molibdeno se reduce a un óxido de valencia inferior:
Na2MoO4 + NaBH4 + 2H2O→ NaBO2 + MoO2 + 2NaOH+ 3 H2
El molibdato de sodio también reacciona con los ácidos de ditiofosfatos:
Na2MoO4 + (RO)2PS2H (R = Me, Et) → [MoO2(S2P(OR)2)2]
que reacciona adicionalmente para formar [MoO3(S2P(OR)2)4].